# Nordjyllands Kulturhistoriske Søgebase
Nordjyllands Kulturhistoriske Søgebase (NOKS)  er en kulturhistorisk søgedatabase på internettet, som blev oprettet 25. februar 2002, som det første danske initiativ på fælles søgning i arkiver, biblioteker og museers samlinger baseret på en database. 
Projektet blev lukket  i august 2011 på grund af manglende bevillinger . 
Registreringer af genstande blev overført til Museernes Samlinger under Kulturarvsstyrelsen , mens arkivalier og museumsdata blev overført til Danmarks Nationale Privatarkivdatabase .  

## Etablering
Et samarbejde om etablering af databasen blev foretaget det  foregående år af:
- Det Digitale Nordjylland
- Aalborg Kommune
- Museumsrådet i Nordjyllands Amt
- Frederikshavn Kommune
- Vendsyssel Historiske Museum

## Deltagere
- Bangsbo Museum og Arkiv i Frederikshavn
- Vendsyssel Historiske Museum og Historisk Arkiv
- Vendsyssel Kunstmuseum i Hjørring
- Aalborg Historiske Museum
- Nordjyllands Kunstmuseum
- Aalborg Stadsarkiv
- Det nordjyske Landsbibliotek i Aalborg

## Ekstern henvisning og kilde
1. ↑  Arbimus og NOKS NOKS lukket,   19. august 2011
2. ↑  Museernes Samlinger
3. ↑  "DANPA". Arkiveret fra originalen 16. juni 2013. Hentet 16. januar 2013.

- Nordjyllands Kulturhistoriske Søgebases hjemmeside Arkiveret 10. marts 2013 hos  Wayback Machine